# Claude e Corinne, un ristorante particolare
Claude e Corinne, noto anche come Claude e Corinne un ristorante particolare è un film pornografico del 1981 diretto da Giuliana Gamba e firmato con lo pseudonimo Therese Dunn.
Il film è il secondo diretto da Giuliana Gamba e interamente hardcore, infatti successivamente la regista si sarebbe dedicata esclusivamente al genere erotico. È ricordato soprattutto perché diretto da una donna: ad oggi non sono infatti documentate altre regie femminili in produzioni pornografiche italiane.